# アンネ・ヒョン
アンネ・ヒョン（向海嵐、Anne Heung、1974年10月2日 -）は、香港生まれの元女優である。

## 来歴
カナダのブリティッシュコロンビア大学（UBC）を卒業し、1998年に行われたTVBのミス香港で優勝した。その後、TVBと契約し芸能界デビュー。多くのテレビドラマに出演している他、歴代のミス香港で構成された慈善団体・慧妍雅集に所属し、2003年、2004年、2007年、2008年には会長を務めた。
2008年5月1日、香港芸能界を引退すると発表した。

## 出演作品

### テレビドラマ (TVB)
- 1999年：楊貴妃 - 楊玉環（楊貴妃） 役
- 1999年：刑事偵緝檔案IV - 梁芉芉 役（ゲスト出演）
- 2000年：金装四大才子 - 李鳳姐 役（ゲスト出演）
- 2000年：七姊妹 - 麦秋娟 役
- 2000年：無頭東宮 - 凌雲／楚楚／靳詩詩 役
- 2001年：蕭十一郎 - 沈碧君 役
- 2001年：流金歳月 - 桂麗芙（Sabrina） 役
- 2002年：帝女花 -  陳圓圓役
- 2002年：衛斯理：劉麗玲 役（ゲスト出演）
- 2002年：花様中年 - 莫曉男 役
- 2003年：俗世情真 - 裘莉（Ally） 役
- 2004年：翻新大少 - 郭麗琴（Nicam） 役
- 2005年：心花放 - 章碧芬 役
- 2005年：胭脂水粉 - 宋雲裳 役
- 2006年：潮爆大壮 - 蘇若菲（Sophie） 役
- 2006年：上海伝奇 - 何水秀 役
- 2007年：迎妻接福 - 江瑪莉／江小惠 役
- 2007年：強剣 - 暮容暁月 役（ゲスト出演）
- 2007年：爸爸閉翳 - 周海嵐 役（ゲスト出演）
- 2007年：建築有情天 - 張莉（Lily） 役
- 2007年：肥婆奶奶扭計媳 - 蘇美金 役
- 2007年：鳳舞香羅 - 宝翠瓏 役
- 2007年：布衣神相 - 米線 役

### 映画
- 血殺（2003年）